# عزة بنت فيصل
عزة بنت فيصل بن الحسين بن علي (1905م-1960م) أميرة عراقية، البنت الكبرى للملك فيصل الأول ملك العراق والملكة حزيمة بنت ناصر وشقيقة الملك غازي ملك العراق.

## حياتها

### نشأتها
ولدت في إسلامبول (حاليا: إسطنبول) عام 1905، وعندما عادت عائلتها إلى الحجاز كان عمرها ثلاث سنوات، وعاشت طفولتها في مكة حتى مجيئها إلى العراق عام 1924 ، وبقيت فيه حتى زواجها عام 1936.
كان شقيق عزة، الملك غازي يصحبها معه في سفراته السياحية إلى الجزر اليونانية، وهناك تعرفت على نادل أو طباخ يوناني في أحد الفنادق يدعى ( أنستاس).

### زواجها وهروبها
عند عودتها إلى العراق تظاهرت بالمرض الشديد، فطلبت من شقيقها الملك غازي السماح لها بالسفر للعلاج، فسمح لها في أيار 1936 السفر إلى جزيرة رودس، للعلاج والأصطياف بصحبة شقيقتها الأميرة راجحة وثلاث خادمات، على أمل أن تتحسن صحتها هناك. ووصلوا بعدها إلى أثينا وسكنوا فيها.
وفي أحد الايام غابت عزة عن غرفتها وتركت رسالة إنكليزية إلى اختها تخبرها بأنها ستذهب إلى حبيبها انستاس، وانها تركت الإسلام واعتنقت المسيحية الأرثوذوكسية وغيرت اسمها إلى اناستاسيا.
بعد أن أطلعت الأميرة راجحة على الرسالة، هرعت بسرعة إلى فندق أتلانتيك الذي كان يقيم فيه العروسان لمحاولة تغيير رأيها وايقاف الزواج، الا ان عزة رفضت وطالبت أن يتبرأوا منها كما هي تبرأت عنهم ومن ثروات العائلة الهاشمية. وقررت الحكومة العراقية آنذاك عن تجريد الاميرة من العائلة.

### حياتها بعدها
انتقلت الأميرة عزة وزوجها إلى جزيرة رودس للعيش فيها، وحصلت على الجنسية الأيطالية  لكون زوجها إيطالي الجنسية واعتبر زواجها شرعيا حسب قانون الأحوال الشخصية الإيطالي.
وبعد أن نفذت كل مدخرات الأميرة عزة، حاول زوجها الحصول على فرصة عمل في جزيرة قبرص، لكنه فشل في كل محاولاته مما اضطر الزوجان للانتقال إلى لندن، وهناك أيضا أخفق الزوج في الحصول على عمل، مما أدى إلى انفصال الأميرة عزة عن زوجها في العام 1939، حيث لم تنجب منه، وعادت إلى أيطاليا عام 1940، حيث منحتها الحكومة الأيطالية راتبا شهريا قدره مئتي ليرة حتى العام 1944، وأدمنت الأميرة التدخين، وكثرت ديونها، وقطعت حكومة الجمهورية الجديدة هذه المعونة.
وعند زيارة وصي عرش العراق الأمير عبد الإله روما عام 1945، علمت الأميرة عزة بهذه الزيارة وطلبت مقابلته، إلا أنه رفض مقابلتها، لكن الدكتور سندرسن قابلها فوجدها في حالة سيئة للغاية، محطمة نفسيا رثة الملابس، وروت له ما حل بها، فنقل الدكتور سندرسن ذلك إلى الأمير عبد الإله فوافق على مقابلتها ومنحها مبلغا من المال، وطلب منها الانتقال إلى القدس للعيش مع عمه الأمير عبد الله فوافقت على ذلك من دون تردد.

## وفاتها
استقرت الأميرة عزة في القدس وبقيت فيها فترة من الزمن، ثم انتقلت إلى عمان حتى العام 1960حيث أصيبت بمرض السرطان فنُقلت على عجل إلى لندن للعلاج، واضطر الأطباء إلى استئصال لسانها ولكن دون جدوى وماتت في المستشفى، نقل جثمانها إلى عمان ودفنت في المقبرة الملكية هناك.

## حياتها الخاصة

### نسبها
هي عزة بنت فيصل بن الحسين بن علي بن محمد بن عبد المعين بن عون بن محسن بن عبد الله بن الحسين بن عبد الله بن الحسن بن محمد أبو نمي الثاني بن بركات بن محمد بن بركات بن الحسن بن عجلان بن رميثة بن محمد أبو نمي الأول بن الحسن بن علي الأكبر بن قتادة بن إدريس بن مطاعن بن عبد الكريم بن عيسى بن الحسين بن سليمان بن علي بن عبد الله بن محمد الثائر بن موسى الثاني بن عبد الله الرضى بن موسى الجون بن عبد الله المحض بن الحسن المثنى بن الحسن السبط بن علي بن أبي طالب بن عبد المطلب بن هاشم.